# Pendik
Pendik Isztambul tartomány egyik ázsiai oldalon fekvő körzete, mely közel 200 km²-en terül el, 2008-ban népessége 520 486 fő volt, ami 1999-hez képest 66%-os növekedés. A körzet határában található Isztambul legnagyobb hegye, az 537 méter magas Aydos-hegy. Éghajlatát mind a Fekete-tenger, mind a Márvány-tenger közelsége befolyásolja, a nyarak szárazak és melegek, a telek enyhék és többé-kevésbé csapadékosak. Pendikben található a Sabiha Gökçen nemzetközi repülőtér. Gazdaságára az ipar a jellemző, nagy számban találhatóak itt építőipari cégek.

## Történelme
Pendik első ismert neve Pantikapion vagy Pantikapeun volt, a római időkben Panticio/Panticia néven ismerték, a bizánci korban ez Pantichionra módosult. A Pendik nevet az oszmán időkben kapta. 1961-ben végzett régészeti feltárások alkalmával egészen i. e. 3000–4000-ig visszamenően találtak itt lakott területre utaló leleteket. I. e. 753 és i. sz. 395 között római kézen volt, majd Bizánchoz tartozott, később a szeldzsukok, majd pedig Yıldırım Beyazıt uralkodása idején oszmán fennhatóság alá került. Faluként először Gebzéhez, majd Üsküdarhoz csatolták, később a népesség ugrásszerű növekedésének köszönhetően 1987-ben önálló körzetté vált.

## Külső hivatkozások
- Pendik honlapja Archiválva 2008. június 10-i dátummal a Wayback Machine-ben (törökül)